# Avalon Hollywood
Avalon (o Avalon Hollywood) es un club de eventos y teatro de Hollywood, California, fundado en febrero de 1927. 

## Historia
Fundado en enero de 1927, anteriormente fue conocido como The Hollywood Playhouse, The WPA Federal Theatre, El Capitan Theatre, The Jerry Lewis Theatre, The Hollywood Palace y The Palace. Tiene una capacidad promedio para 1 500 espectadores y está situado al frente del Capitol Records Building.
Durante su historia ha acogido presentaciones musicales de reconocidos artistas.